# Lepidochrysops labwor
Lepidochrysops labwor är en fjärilsart som beskrevs av Van Someren 1957. Lepidochrysops labwor ingår i släktet Lepidochrysops och familjen juvelvingar. Inga underarter finns listade i Catalogue of Life.